# Basse-Terre (gemeente)
Basse-Terre is een gemeente en de hoofdstad van het Franse overzeese departement Guadeloupe. De inwoners van Basse-Terre worden Basse-Terriens genoemd. Het is gelegen op het gelijknamige eiland Basse-Terre.

## Geschiedenis
De naam Basse-Terre is een zeemansterm voor het westelijk gedeelte van een eiland. In 1635 werd het gebied gekoloniseerd door bijna 500 kolonisten. In 1643 werd de stad opgericht. In 1649 werd een kerk gebouwd. In de 18e eeuw viel de stad verschillende keer in handen van het Verenigd Koninkrijk. Het was de belangrijkste haven van Guadeloupe, maar werd op het eind van de 18e eeuw overschaduwd door Pointe-à-Pitre.
In 1816 werd Basse-Terre definitief aan Frankrijk toegekend. Het bleef de hoofdstad van Guadeloupe. In de jaren 1930 werd door de architect Ali Tur opvallende architectuur gebouwd waaronder het marktgebouw.

## Bezienswaardigheden
- De Kathedraal van Basse-Terre
- Fort Delgrès bevat het grafmonument van Louis Delgrès.

## Geboren
- Marie-José Pérec (1968), sprintster
- Rony Martias (1980), wielrenner
- Lenny Nangis (1994), voetballer
- Vincent Marcel (1997), voetballer
- Kévin Danois (2004), voetballer

## Trivia
- Er is een bijna-naamgenoot van deze plaats, die eveneens gelegen is in het Caraïbisch gebied (een kleine 200 kilometer meer naar het noordwesten): Basseterre, de hoofdstad van Saint Kitts en Nevis.

## Galerij

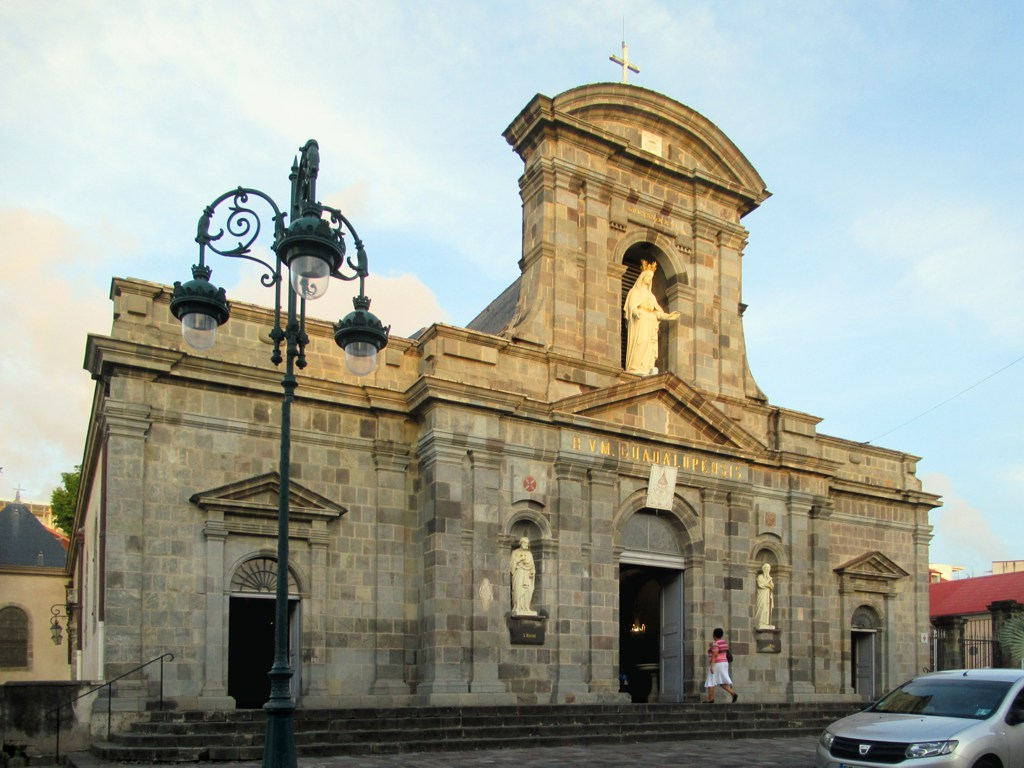
Kathedraal van Basse-Terre
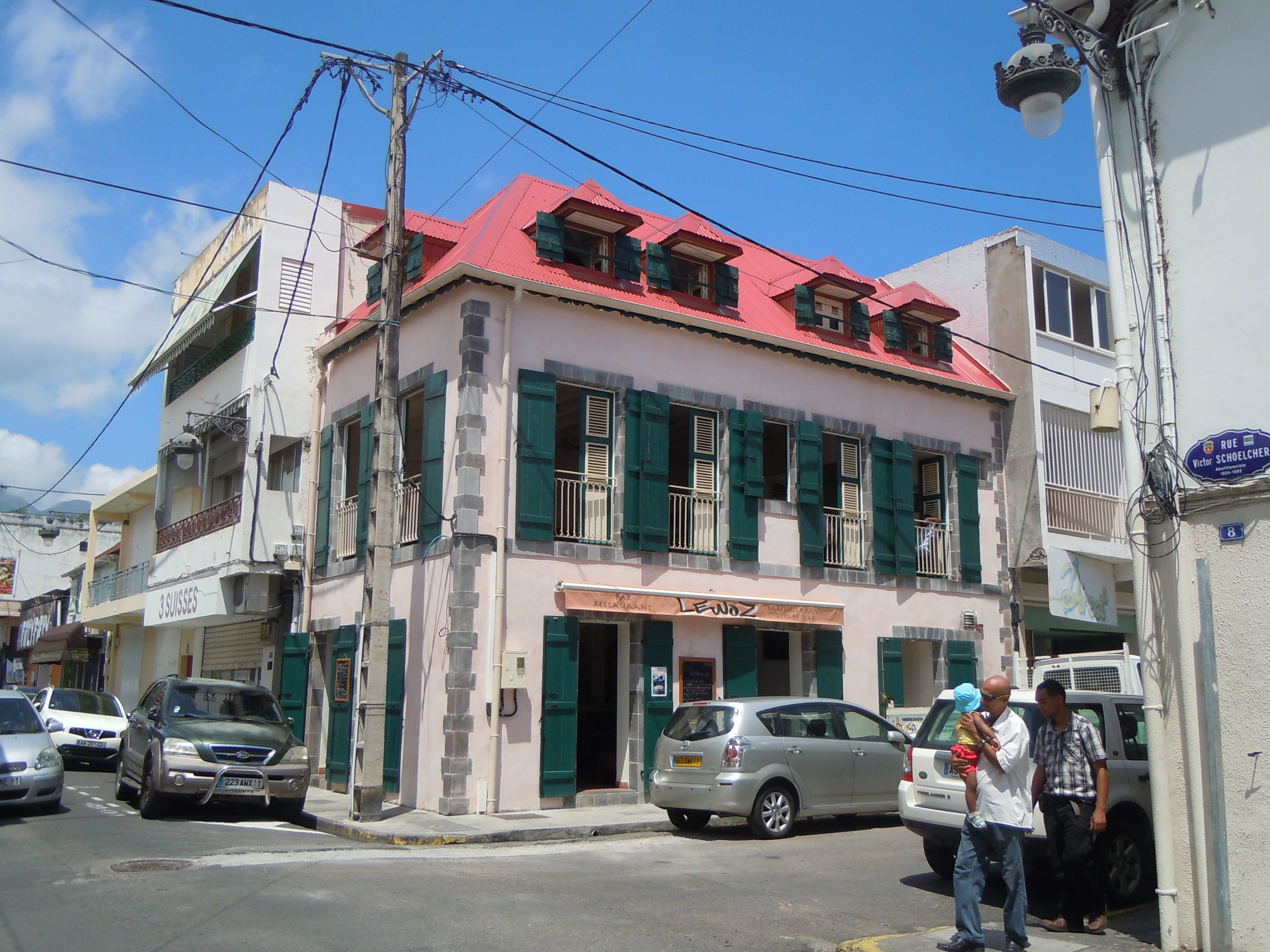
Centrum van Basse-Terre
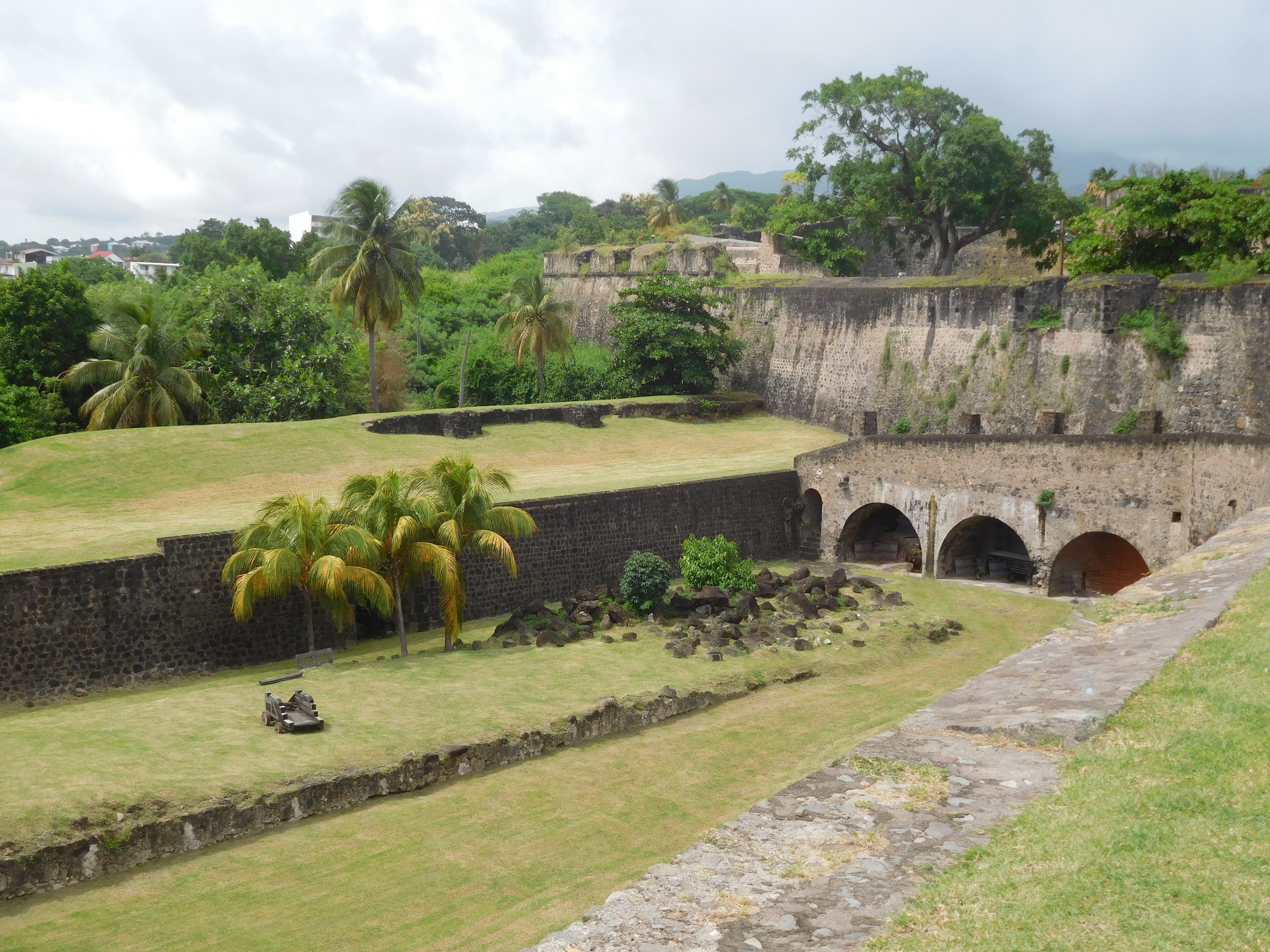
Binnenplaats van Fort Delgrès
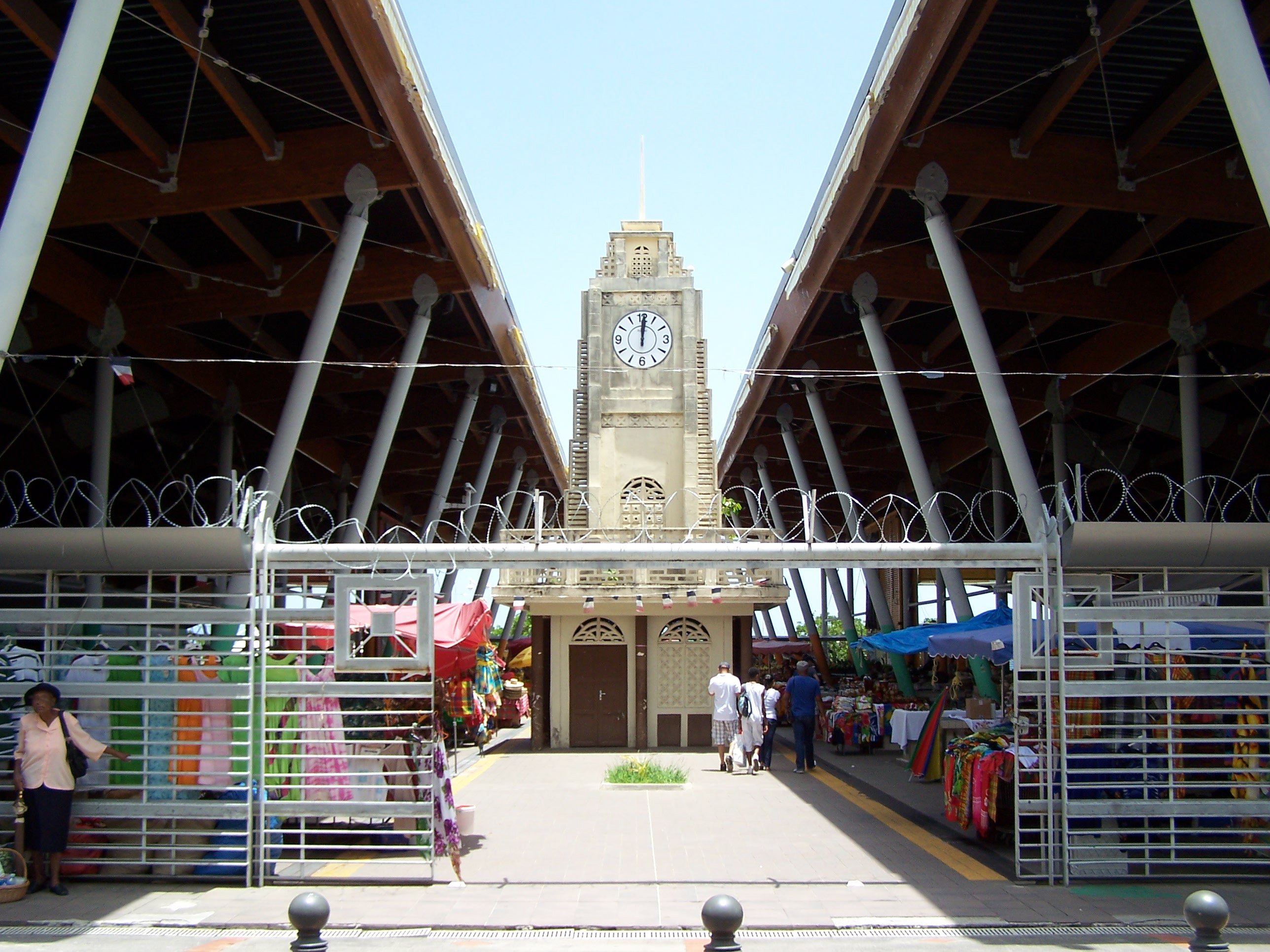
Markt van Basse-Terre

- Bibliothèque nationale de France: cb118735216 (data)
- Gemeinsame Normdatei: 4357513-4
- Library of Congress Control Number: n85049967
- MusicBrainz: e079c2c2-f3d6-48ab-82f5-36749719c3ed
- Nationale Bibliotheek van Israël: 987007567014705171
- Système universitaire de documentation: 027296083
- Virtual International Authority File: 146286483
- WorldCat: E39PBJvtdjbXQXHjXGkj9x4Xh3

Les Abymes · Anse-Bertrand · Baie-Mahault · Baillif · Basse-Terre · Bouillante · Capesterre-Belle-Eau · Capesterre-de-Marie-Galante · Deshaies · La Désirade · Le Gosier · Gourbeyre · Goyave · Grand-Bourg · Lamentin · Morne-à-l'Eau · Le Moule · Petit-Bourg · Petit-Canal · Pointe-à-Pitre · Pointe-Noire · Port-Louis · Saint-Claude · Sainte-Anne · Sainte-Rose · Saint-François · Saint-Louis · Terre-de-Bas · Terre-de-Haut · Trois-Rivières · Vieux-Fort · Vieux-Habitants